# 中村精道
中村 精道（なかむら きよみち、5月24日 - ）は、日本の男性声優。富山県出身。フリーランス。

## 人物
かつてはぷろだくしょんバオバブに所属し、2023年12月末までキャトルステラに準所属していた。
趣味はテレビゲーム、読書、映画鑑賞（主にアクション映画）、特技はドッジボール、殺陣、棒術。

## 出演

### テレビアニメ
2013年
- NINJAハットリくんリターンズ（部長、報道陣B、客D）

2014年
- ドラえもん（テレビ朝日版第2期）（2014年 - 2019年、カメラ店店員、きむずかしやさん、村人、老人B、店員 他）

2015年
- 俺物語!!（老人）
- 新あたしンち（2015年 - 2016年、常連客）
- 忍たま乱太郎（2015年 - 2018年、雇い主、おじいさん、骨董商〈2代目〉、町の人、兵 他）

2018年
- 京都寺町三条のホームズ（小田正志）

2021年
- 女神寮の寮母くん。（男子生徒、チャラ男2、メイド喫茶男性客）

### 劇場アニメ
- クレヨンしんちゃん 爆睡!ユメミーワールド大突撃（2016年、老人）
- クレヨンしんちゃん 爆盛!カンフーボーイズ〜拉麺大乱〜（2018年、店員E）

### Webアニメ
- アニメで分かる心療内科（2015年、男E、須藤一樹〈老人〉）
- SUPER SHIRO（2020年、博士）

### ゲーム
- 第3次スーパーロボット大戦Z 時獄篇（アルテア兵）
- 三国鍛冶物語～最高の商会を目指せ～（顔良、馬超、孫策、張苞、太史慈、馬超）
- メモリアルレコード（ギルガメシュ）
- Lost Archive -ロストアーカイブ-(ゴブリンの王、ゴブリン呼び）
- MEOW-王国の騎士-（カイ）
- アミュージングヒーローズ（ロミオ、ジャック・オ・ランタン、曹操）
- インフィニティクロニクル（ロニー、ケドラス、ペクソン）
- Hello Hero Epic Battle（アドリアン、グリグリ、ナイトブランドン）
- グレントリア～眠レル竜ト暁ノ戦士ノ物語～
- ファイナルガーディアン（プレイヤー、錦衣衛、学者、旅商人）
- 災難探偵サイガ〜名状できない怪事件〜（2023年、DG(ドローン・ジジイ)）
- テミラーナ国の強運姫と悲運騎士団（2023年、ルディ・マーベイル）
- アフターイメージ（2023年、アキル）

### 吹き替え
- NINJAハットリくんリターンズ（部長、専務）
- ロング・ウェイ・ノース 地球のてっぺん（モーソン〈トム・モートン（フランス語版）〉）